# Марлины
Марлины (лат. Makaira) — род лучепёрых рыб из семейства парусниковых. Длина тела марлинов до 5 м. Вес до 900 кг. Первый спинной плавник невысокий и длинный. Имеют вытянутое рыло. Встречаются в тропическом и субтропических поясах всех океанов. Обитают у берегов или в открытом океане. Пелагические рыбы. Питаются кальмарами и крупными рыбами. Служат объектами промысла и спортивной рыбалки.

## Виды
- Makaira mazara — Индо-тихоокеанский голубой марлин
- Makaira nigricans — Атлантический голубой марлин, или синий марлин